# Zdenko Bego
Zdenko Bego (Split, 12. veljače 1933. – Split, 20. prosinca 2014.) bio je član Hrvatskog veslačkog kluba Mornar iz Splita i kormilar jugoslavenske veslačke reprezentacije. Natjecao se na Ljetnim olimpijskim igrama 1952. u Helsinkiju u disciplini osmeraca gdje je ispao u repesažu polufinala.